# Parosteodes plana
Parosteodes plana är en fjärilsart som beskrevs av W. Warren 1898. Parosteodes plana ingår i släktet Parosteodes och familjen mätare. Inga underarter finns listade i Catalogue of Life.